# 競馬中継 (文化放送)
競馬中継（けいばちゅうけい）とは、文化放送のスポーツ部が制作・中継・放送して行なわれている日本中央競馬会主催の中央競馬のメインレース中継の番組総称である。

## 概要
文化放送の前身、日本文化放送協会（NCB）は、ニッポン放送が開局する約1カ月余り前の1954年（昭和29年）5月23日、第21回日本ダービーで在京民放ラジオ局では初となる競馬中継を行った。局OBの矢野吉彦によると、この中継は当時プロ野球よりも人気のあった東京六大学野球春のリーグ戦・早慶戦中継を中断して行われたという。

その後、ニッポン放送と文化放送が同じフジサンケイグループに属したこと、ニッポン放送が八大競走を中心に年に数回の不定期中継を実施したこと、両局がキー局となった全国ラジオネットワーク（NRN）結成と編成方針などから、文化放送は競馬中継に対して一度は消極的となったが、1968年（昭和43年）の第35回日本ダービーを中継して、日曜日の昼ワイド番組『ダイナミックサンデー』の中でメインレースのみの中継を翌年より開始した。その後、ニッポン放送が競馬中継（『日曜競馬ニッポン』）を開始した1976年（昭和51年）4月改編以降は、中央競馬の関東主場レースの生中継はニッポン放送が担い、文化放送は『決定!全日本歌謡選抜』を放送した。
1982年（昭和57年）4月改編で『歌謡選抜』のスポンサーにトヨタ自動車が付き、それまで『歌謡選抜』の電話リクエスト受付終了後の時間に挟み込まれていた野末陳平担当のコーナーを終了した。文化放送はこれを機にレース中継の放送を取り止めた。ただし、GIレースだけは実況を収録して、同局とNRN全国ネット向けのスポーツニュースで放送した。
1994年（平成6年）、『歌謡選抜』の後番組『SUPER COUNTDOWN 50』が金曜夜へ枠移動。『一発逆転大放送 サンデーSUPERキンキン』内でメインレースの生中継を12年振りに復活した。同時に『SUPER COUNTDOWN 50』を企画ネット放送していたラジオ大阪も競馬中継を再開した。その後はリスナー参加式の時期と番組側で予想した馬券の配当金をリスナーへ還元する時期を交互に繰り返しながら、現在に至る。復活後はニッポン放送と異なり、実況席に競馬新聞のトラックマンと解説者を置かずに実況担当のアナウンサーとタレントが番組を進行している。
一部のワイド番組では番組のタイトルにちなんだコーナー名を付けている。
- 『キンキンのサンデーラジオ』 - 「当ててよキンキン!」
- 『竹内靖夫の電リク・ハローパーティー・増刊号』 - 「石川真紀の走れ！ イシカワマキバオー!!」
- 『グッチ裕三 日曜うまいぞぉ!』 - 「競馬うまいぞぉ!」
- 『ピピッとサンデー Waku Waku Mix』 - 「WakuWaku 競馬」
- 『シャングリラ』 - 「ウマ活」
- 『鷲崎健のヒマからぼたもち』 - 「ウマ崎健」

放送時間帯は原則として、東日本主場（東京、中山、夏季の福島、新潟の各競馬場）のメインレースの発走時間帯に合わせるが、GI競走が西日本地区（中京・京都・阪神）で行われる場合はラジオ大阪、東海ラジオ放送のネット、夏季の福島や新潟の主場開催期間中（2023年より）はラジオ福島、新潟放送のネットを受けて放送する場合があるため、それに準拠する。

### 予想方法とリスナーへの配当金還元
- 「ダイナミックサンデー レジャー大行進」「決定! 全日本歌謡選抜」
  - リスナーから生放送中に寄せられる電話リクエストにより勝ち馬を予想して、的中した場合は配当金額と同じ金額をリスナーへ均等に分けてプレゼントした。
  - 1982年4月改編 - 1994年3月27日は競馬のメインレース実況中継を行わず、『決定! 全日本歌謡選抜』→『SUPER COUNTDOWN 50』を放送。重賞レースの実況音声はナイターオフ編成時のスポーツニュースで放送した。
- 「一発逆転大放送 サンデーSUPERキンキン」
  - 森朝子（愛川企画室所属の女優）が番組の10時台にスタジオに登場して、森が毎回予想する馬券にリスナーが予想に参加。的中した場合は配当金額と同じ金額をリスナーにプレゼントした。予想を外した場合は番組グッズをプレゼントした。
  - 競馬中継の放送予定の時間が特番編成の場合は特番終了後の16時以降の時間に実況音声のダイジェストを放送した。プロ野球開幕戦、日本シリーズ中継の関係で放送できない場合は翌週の番組内10時台で結果報告を行った。
- 「GOLD HITS コレクション」
  - テーマに沿ったリクエスト曲を生電話で毎回募集。その中で、メインレース出走馬と同じ番号を的中した場合は番組のグッズを抽選でプレゼントした。エンディングで、プレゼント当選者を発表した。多和田弓子がこの頃より実況席に座る様になった。
- 「サンデースペシャル にちよう道楽王」
  - 毎回の道楽王であるゲスト パーソナリティがメインレースの勝ち馬を予想。的中した場合はリスナーへ的中馬の配当金額と同じ金額を均等に分けてプレゼントした。予想が外れた場合はゲストパーソナリティの私物と番組のグッズをプレゼントした。
- 「サンデーミュージックちゃった! MUGA夢中 スーパー電リク」
- 「カウントダウンサンデー」
- 「泉谷しげるのミュージックバトル!」
  - 番組の項を参照。
- 「大野勢太郎の日曜昼型ラジオ」
- 「キンキンのサンデー・ラジオ」
  - 「番組の宴会と打ち上げパーティー用の資金捻出の為、愛川欽也がひらめいた3頭を元に馬券をスタッフが購入。的中した場合は宴会、忘年会、打ち上げパーティーの資金として貯金。外れた場合は番組スタッフの自腹。リスナーへの還元はありません」と伊藤佳子アナウンサー（当時）がコーナーの冒頭で述べた通り、リスナーへの現金プレゼントは別に行っていた。愛川本人の意向で、2009年2月15日に番組が急遽打ち切られた事に伴い、当日の放送をもって終了した（番組終了の経緯はキンキンのサンデー・ラジオ#番組終了の項目を参照）。全成績は連敗が多く、総合計は100万円以上の赤字。連勝は3週連続が最高記録だった。
- 「竹内靖夫の電リク・ハローパーティー増刊号」
  - 石川真紀アナウンサー（当時）がスポーツ紙の競馬コーナーの記事を読んで、率直にひらめいた3頭を3000円の予算内で馬券を購入。的中した場合は放送当日のリクエスト全応募者の中から抽選で1人に馬券の配当金と同じ金額分をプレゼント（2通り、3通りとも的中の場合は均等に分けて、プレゼントした。ただし高額の配当金になった場合は番組スタッフやプロデューサーと要相談）した。
- 「三四六・吉井歌奈子 TOKYO CHEERS」
- 「グッチ裕三 日曜うまいぞぉ!」
- 「ピピッとサンデー Waku Waku Mix」
  - 詳しくはそれぞれの各番組の項を参照。
- 「SPORTS DISCOVERY from TOKYO SKYTREE TOWN STUDIO」
- 「スポスタ☆MIX ZONE」
  - 番組内で出演者が予想。馬券を購入して的中した場合は払戻金を貯金、毎回の聴取率調査週間週に積み重ねた軍資金をリスナーにプレゼントしていた。
- 「シャングリラ」
  - リスナーから寄せられた1着に入りそうな馬を予想して、その馬が的中した場合番組の記念品をプレゼントしていた。
- 「鷲崎健のヒマからぼたもち」
  - リスナーに1着に入りそうな馬を番組用ハッシュタグを付けて予想ツイートをしてもらい、的中に関係なく予想したリスナーの中から抽選で1名限定でJRA特製グッズ詰め合わせをプレゼントしていた。それとは別にパーソナリティの鷲崎健が自ら予想して、少額で馬券を購入している。2023年7月からは鷲崎とその週の担当アナウンサーが予想。的中した場合はその払戻金をリスナーへのプレゼント資金として、一定期間プールした。
- 「おとなりさんday」
  - リスナー向けの予想プレゼント企画は無し。一方でパーソナリティの山根良顕、坂口愛美が自ら予想して、少額で馬券を購入。的中した場合はその払戻金をリスナーへのプレゼント資金として、一定期間プールする。

## スタッフ

### 現在
文化放送 報道スポーツセンター所属のアナウンサーが実況を担当
- 高橋将市
- 長谷川太

### 過去
1994年4月改編以前は素材収録のみだったため、後に特別番組などで音源が放送され判明した者について掲載。
- 大野勢太郎
- 菅野詩朗
- 鈴木光裕
- 戸谷真人
- 中田秀作
- 坂信一郎
- 松島茂 - 2019年10月6日の毎日王冠を最後に病気療養のため降板。2020年2月23日在職のまま死去（47歳没）。
- 矢野吉彦 - 局在籍中は前述のスポーツニュース用の実況収録のみで生放送には登場していない。退社後の2020年2月9日の東京新聞杯で実況を担当したほか、2021年の東京オリンピック開催期間中も、高橋と長谷川がジャパンコンソーシアムの実況要員となった都合で本番組の実況を担当。

### レポーター
- 多和田弓子（1998年 - 2023年6月25日、2023年7月16日）

## ネットワーク
阪神競馬場、京都競馬場で開催するGI競走の中継はラジオ大阪（OBC、『ドラマティック競馬』）から、中京競馬場での重賞競走（GI競走）中継は東海ラジオ（SF／TOKAI RADIO、『競馬中継』）から、2023年より夏季東日本主場（福島競馬場、新潟競馬場）開催時のメインレース中継を、ラジオ福島（rfc、『福島競馬実況中継』）、新潟放送（『BSNラジオ競馬中継』）から実況音声をネット受けするが、アナウンサー（特に高橋）の都合がつく場合、自社制作をする場合がある。

この関係により、競合のラジオ日本（RF、『日曜競馬実況中継』）は関西主場で行われるGI競走を、2006年から全競走乗り込み自社制作に切り替え、2025年現在も堅持している。

また、福島・新潟主場開催期間中に北海道で行われる重賞競走については、2023年以降STVラジオ制作の実況がニッポン放送とラジオ日本、8月札幌開催にMBSラジオ（『GOGO競馬サンデー!』）が乗り込んでいる場合はニッポン放送のみにネットされ、当番組には流れない。

ラジオ大阪は東日本主場メインレースを文化放送よりネット受けしているが、文化放送が西日本主場で行われるGII以下の重賞を自社で単独放送する場合と夏の新潟、福島開催など人員を派遣できない場合は、JRA公式映像（主にグリーンチャンネルで流れている物と同一）を見ながら実況する。なお過去にはOBC側の人員の都合などでラジオ日本からネットを受けたことがある。
ラジオ大阪は阪神、京都と夏の中京、小倉開催のメインレースがGII以下の場合は実況をラジオ日本に送るが、東日本大震災で東日本主場の開催が中止となった2011年3・4月はラジオ日本が西日本主場のレースを制作したため、文化放送に送られた。
インターネットラジオ「PodcastQR」は日曜日の関東主場のメイン競走（非重賞である場合も含む）を月曜日以後に配信する。GI競走とクラシックへのトライアル競走が関西や第3場で行われる場合はその競走を優先する為、その場合はOBC、SF、RFC、BSNの音源を配信する。

## 備考
プロ野球パ・リーグのクライマックスシリーズ（2015年まで）と日本シリーズがデーゲームで行われる場合は野球中継を優先するため、中継内と中継後にレース実況を放送する形を取る。
2012年、2013年の横浜国際女子マラソンの開催日は中央競馬メインレース中継を内包するワイド番組を休止する措置を取った。重賞競走（G1競走）と横浜国際女子マラソンの開催が重なった場合は15:30から特別番組「文化放送スポーツスペシャル」「文化放送サンデーSET UPスペシャル」として競馬中継を放送した。

2014年は内包先番組が15時台の1時間の放送のため、この措置は行われなかった。同大会に代わり、2015年から2018年まで中継した『さいたま国際マラソン』は午前中の開催となるため、競馬中継や内包先番組への影響は無い。
重賞競走（GI競走）の発走がワイド番組の放送枠内に間に合わない場合は同様に特別番組として競馬中継を放送する（15:55発走となった、2013年度のジャパンカップは15:50から15分間 放送した）。

### イレギュラー放送
- 中京競馬場開催のGI競走（高松宮記念、チャンピオンズカップ）は文化放送からアナウンサーを現地に派遣して自社制作する場合がある。東海ラジオが自社制作を行わない場合は東海ラジオとラジオ大阪にネットする。2025年の高松宮記念は東海ラジオが自社制作せず、文化放送も乗り込めなかったため、文化放送とラジオ大阪は個別でモニター実況を行った。
- 2015年8月16日の関屋記念はラジオ大阪がラジオ日本からネット受けしたため、文化放送のみで放送した。
- 2020年2月9日のG3東京新聞杯は文化放送が勧進元を務める日本大相撲トーナメントの開催日で高橋・長谷川が同興行の中継に入り、加えて松島の病気休職も重なったため、矢野が実況を担当した。
- 同年7月26日のG3アイビスサマーダッシュから9月6日の新潟記念までは文化放送のみで放送した。8月2日のクイーンステークスから新潟記念までは文化放送のアナウンサーを現地に派遣せず、浜松町の本社スタジオでモニター実況を行った。
- 2021年7月25日のアイビスサマーダッシュ、8月1日のG3クイーンステークス、8月8日のG3レパードステークスは高橋、長谷川ともに東京オリンピックジャパンコンソーシアム派遣のため、矢野が実況を担当した[3]。ラジオ大阪は自社でモニター実況を行ったため、文化放送のみで放送した。
- 2022年についても7月から9月第1週の期間は重賞競走を中心にモニター実況で対応、2023年は福島・新潟主場開催をラジオ福島と新潟放送からのネット受けに切り替えた（重賞競走以外もネット）。
- 2024年4月21日のG2フローラステークスは高橋が『BOATRACE LIVE・マスターズチャンピオン優勝戦』現地実況の仕事で鳴門競艇場に出張したため、矢野が実況を担当。高橋は翌週28日のGI天皇賞（春）を自社制作で放送するため、京都競馬場へ出張した。

## 注
1. ↑  矢野吉彦の競馬最前線 在京民間放送・競馬中継事始め - netkeiba.com 2013年2月16日掲載。
2. ↑  競馬最前線 新橋Gate J.で“超激レアイベント” - netkeiba.com 2013年5月18日掲載。
3. ↑  競馬最前線 五輪期間中の馬券売上や競馬中継の視聴率は前回とどう変わる? - netkeiba.com 2021年7月24日掲載。